# Вандерфогель
Вандерфо́гель (от нем. Wandervogel — «перелётная птица») — наименование различных немецких и немецкоязычных (Австрия, Швейцария, Люксембург) культурно-образовательных и туристических молодёжных групп и клубов, впервые появившихся в 1896 году и существующих по сей день. Название символизирует любовь к природе. Группы «Вандерфогель» объединяет тяга к природе, путешествиям, походам, скалолазанию, пению народных песен у костра под аккомпанемент лютни «Вандерфогель» (Wandervogel-laute), гибрида лютни и гитары. Члены движения «Вандерфогель» протестовали против загрязнения окружающей среды и растущих городов. Группы «Вандерфогель» некоторыми элементами своей организации и символики напоминают скаутское движение.
В 1933 году с приходом к власти национал-социалистов «Вандерфогель» и другие независимые от гитлерюгенда молодёжные организации оказались вне закона, несмотря на то что некоторые группы (к одной из которых принадлежал ведущий нацистский поэт Генрих Анакер) поддерживали идеологию нацизма, тогда как другие её отвергали. После окончания Второй мировой войны организация была возрождена.